# ستيف لي (موسيقي)
ستيف لي هو موسيقي ومغني سويسري، ولد في 5 أغسطس 1963 في زيورخ في سويسرا، وتوفي في 5 أكتوبر 2010 في ميسكيت في الولايات المتحدة بسبب حادث مرور.

## وصلات خارجية
- ستيف لي على موقع IMDb (الإنجليزية)
- ستيف لي على موقع ميوزك برينز (الإنجليزية)
- ستيف لي على موقع أول ميوزيك (الإنجليزية)
- ستيف لي على موقع ديسكوغز (الإنجليزية)